# Vural Karabulut
Vural Karabulut (Amsterdam, 12 augustus 1978) is een Turks-Nederlandse voetballer die als verdediger/middenvelder voor onder andere Jong Ajax en Willem II speelde.

## Carrière
Karabulut speelde in de jeugd van TOG Amsterdam en Zeeburgia, voordat hij in 1992 vertrok naar de Ajax-jeugd. Hier doorliep hij de jeugdopleiding van Ajax en speelde hij samen met onder anderen Cedric van der Gun en de latere internationals Tim de Cler en Andy van der Meijde. In 1997 speelde hij drie wedstrijden voor Jong Ajax alvorens hij een tweejarig profcontract ondertekende bij Willem II.
Hoewel hij aanvoerder in Jong Willem II was en op 19 december 1998 op de reservebank zat bij de Eredivisiewedstrijd PSV-Willem II, kwam het niet tot een debuut.
Na deze periode speelde hij voor FC Omniworld en Türkiyemspor in de toenmalige Zondaghoofdklasse A (huidige Tweede divisie) en werd hierin met Türkiyemspor kampioen in het seizoen 2004-2005.
In seizoen 2000/01 van de KNVB Beker (Amstel Cup 2000/01 genoemd) maakte hij namens FC Omniworld een doelpunt tegen Spakenburg.
Sinds het seizoen 2022/2023 is hij trainer van de middenbouw bij FC Volendam na 3 seizoenen als assistent-trainer bij FC Utrecht (jeugd) werkzaam te zijn geweest.

## Statistieken
| Seizoen | Club         | Land      | Competitie          | Wed | Dlp | Assists | Beker | Dlp |
| ------- | ------------ | --------- | ------------------- | --- | --- | ------- | ----- | --- |
| 1996/97 | Jong Ajax    | Nederland | Beloften Eredivisie | 3   | –   | –       | –     | –   |
| 1997/98 | Willem II    | Nederland | Eredivisie          | –   | –   | –       | –     | –   |
| 1998/99 | Willem II    | Nederland | Eredivisie          | –   | –   | –       | –     | –   |
| 1999/00 | FC Omniworld | Nederland | Tweede divisie      | 21  | 5   | 8       | –     | –   |
| 2000/01 | FC Omniworld | Nederland | Tweede divisie      | 18  | 8   | 11      | 3     | 1   |
| 2001/02 | FC Omniworld | Nederland | Tweede divisie      | 20  | 11  | 9       | –     | –   |
| 2002/03 | FC Omniworld | Nederland | Tweede divisie      | 19  | 10  | 12      | –     | –   |
| 2003/04 | FC Omniworld | Nederland | Tweede divisie      | 22  | 12  | 11      | –     | –   |
| 2004/05 | Türkiyemspor | Nederland | Tweede divisie      | 4   | 1   | 2       | –     | –   |
| 2005/06 | Almere City  | Nederland | Eerste divisie      | –   | –   | –       | –     | –   |
| –       | –            | –         | Totaal              | 110 | 47  | 53      | 3     | 1   |